# Reborn (álbum)
Reborn es el quinto álbum de estudio de la banda estadounidense Trapt. Fue publicado el 22 de enero de 2013 por Epochal Artists/EMI. Este es su último álbum para incluir el guitarrista Robb Torres, con Chris Taylor Marrón haciendo la mayor parte del trabajo de la guitarra en el álbum. El álbum fue producido por el vocalista Chris Taylor Brown y coproducido, dirigido y mezclado por Matt Thorne, quien produjo el álbum en vivo  Trapt Live! Y el álbum recopilatorio Headstrong.

## Lista de canciones
| N.º | Título                           | Duración |  |
| 1.  | «Bring It»                       | 3:39     |  |
| 2.  | «Love Hate Relationship»         | 4:13     |  |
| 3.  | «Experience»                     | 3:52     |  |
| 4.  | «Living in the Eye of the Storm» | 3:51     |  |
| 5.  | «Livewire (Light Me Up)»         | 4:08     |  |
| 6.  | «Strength in Numbers»            | 4:00     |  |
| 7.  | «Get Out of Your Own Way»        | 3:42     |  |
| 8.  | «Going Under»                    | 3:18     |  |
| 9.  | «Too Close»                      | 3:09     |  |
| 10. | «When It Rains»                  | 3:50     |  |
| 11. | «You're No Angel»                | 3:32     |  |

Deluxe Edition
| N.º | Título                                      | Duración |  |
| 12. | «Bring It (Acoustic)»                       | 3:32     |  |
| 13. | «Love Hate Relationship (Acoustic)»         | 3:52     |  |
| 14. | «Experience (Acoustic)»                     | 3:48     |  |
| 15. | «Living in the Eye of the Storm (Acoustic)» | 3:34     |  |
| 16. | «Too Close (Acoustic)»                      | 3:14     |  |
| 17. | «Avelyn (Non Album Track)»                  | 3:55     |  |

## Personal
- Chris Brown - voz principal, samples
- Simon Ormandy - guitarra líder
- Pete Charell - guitarra baja
- Aaron 'Monty' Montgomery - tambores, percusión

- Datos: Q7302177